# Carl Christian Heinrich von Logau und Altendorff
Carl Christian Heinrich Graf von Logau und Altendorff (geb. 4. Februar 1735 in Reuthau, Erbfürstentum Glogau; gest. 27. Dezember 1796 in Küstrin) war ein neumärkischer Kammerpräsident und preußischer Landrat.

## Leben
Carl Christian Heinrich Graf von Logau und Altendorff war Angehöriger des schlesischen Adelsgeschlechts Logau. Er war ein Sohn von Heinrich Friedrich von Logau und Altendorff, der 1733 in den böhmischen Grafenstand erhoben wurde. Er war preußischer Kammerherr, erster Landrat des Kreises Sprottau, Erbherr auf Reuthau, Suckau, Schwiesen und Bohrau. Seine Mutter war Juliana Sohia (1697–1769), Tochter des Valentin Leonhard von Lüttwitz.

## Werdegang
Im April 1752 immatrikulierte er sich an der Universität Frankfurt (Oder) für ein Studium der Kameralwissenschaften. Nach Ende seines Studiums kehrte er zurück in die Heimat, wo er die Ernennung zum Kreisdeputierten erhielt. 1756 wurde er zum Nachfolger seines Vaters als Landrat des Kreises Sprottau ernannt. Das Amt als Landrat übte er 17 Jahre lang aus. Am 20. Juli 1773 erhielt er mittels Ordre die Beförderung zum Präsident der Neumärkischen Kriegs- und Domänenkammer zu Küstrin. Dieses Amt übte er bis zu seinem Tod im Jahr 1796 aus.

## Persönliches
Carl Christian Heinrich Graf von Logau und Altendorff war zwei Mal verheiratet. In erster Ehe war er seit dem 16. November 1763 mit Freiin Charlotte Eleonore (1738–1791), einer Tochter des Carl Siegmund von Zedlitz auf Kapsdorf und Käntchen, verheiratet. Die Ehe wurde 1780 geschieden. Die außerhalb der Ehe mit Charlotte Rosine, einer Tochter des Akzisekontrolleurs Flaminius, gezeugten vier Kinder, wurden im Juni 1791 durch Friedrich Wilhelm II. legitimiert. Dem vorausgegangen war ein entsprechender Antrag vom 18. Februar 1791 an den preußischen König. Die vier Kinder waren, Carl Heinrich, Christian Friedrich, Wilhelm Erdmann und Charlotte Eleonora. Später vermählte er sich ein zweites Mal, 1796 verstarb er an den Folgen eines Stickflusses. Seine Witwe verstarb am 14. November 1829, sie hinterließ folgende Kinder:
- Friedrich Graf von Logau, königlicher Rittmeister
- Eleonora von Eckartsberg (geb. von Logau)
- August Graf von Logau, preußischer Leutnant